# Julia Koch
Julia Margaret Flesher Koch (Iowa, 12 de abril de 1962) é uma socialite, filantropa e bilionária norte-americana. Viúva do empresário David Koch, herdou com seus três filhos uma participação de 42% nas Indústrias Koch após a morte do marido em 2019. Essa herança a tornou uma das mulheres mais ricas do mundo.

## Biografia
Nascida em Iowa, cresceu em uma fazenda onde também vendiam móveis de madeira e mais tarde se mudou com a família para Little Rock, capital do Arkansas. Sua família tinha uma boutique de luxo que tinha sucesso entre socialites do estado sulista e, por conta desse negócio, Júlia viajou com sua mãe para Nova Iorque, assim surgindo o sonho de morar na Big Apple algum dia.
Alguns anos após a viaja com sua mãe, Koch mudou-se para Nova Iorque, na década de 1980, onde trabalhou como assistente do estilista Adolfo. Conheceu David Koch em um encontro às cegas em 1991 e casaram-se em 1996. O casal teve três filhos: David Jr., Mary Julia e John Mark.

## Filantropia
Koch é uma filantropa ativa, envolvida em diversas causas, incluindo pesquisa médica, educação e artes. É membro do conselho da School of American Ballet e integra a Fundação David H. Koch, criada por seu falecido marido e seu cunhado, Charles Koch.

### Fortuna
Em 2022, Julia Koch foi listada pela Forbes como a 9 mulher mais rica do mundo, com uma fortuna estimada em 46.4 bilhões de dólares.